# 이복남
이복남(李福男, 1555년 음력 8월 28일~1597년 9월 26일(음력 8월 16일))은 조선시대 중기의 무신, 군인이며, 본관은 우계(羽溪)로 자(字)는 수보(綏甫), 시호는 충장(忠壯)이다. 무과 급제후 선전관에 초임된 뒤 절충장군 전라도병마절도사(折衝將軍 全羅道兵馬節度使)에 이르렀다.
1588년(선조 21년) 무과 식년시(武科 式年試)에 병과로 급제, 선전관, 별장을 거쳐 1592년(선조 25) 나주 판관(羅州判官)이 되고, 그해 4월 나주판관 재직 중 임진왜란(壬辰倭亂)이 터지자, 겸 도복병장에 임명되어 전주 웅치 전투에서 승리를 거두었다. 승전의 공으로 그해 12월 당상관에 승진했다. 팔량신성을 수비하다가 1593년(선조 26) 전라조방장, 전라방어사(全羅防禦使)를 거쳐 충청조방장(忠淸助防將)이 되었다. 그해 7월 병으로 체직되었으나 바로 복직, 전라방어사에 임명되고, 1593년 10월 훈련 도정(訓鍊都正), 12월 다시 충청조방장에 재임명되었다. 1594년 8월 남원 부사(南原府使), 이듬해 1월 전라도 병마절도사, 이듬해 3월 나주 목사(羅州牧使) 등을 역임했다. 1597년(선조 30년) 1월 다시 전라도병마절도사에 임명, 그해 정유재란(丁酉再亂)이 일어나 8월 해안가로 올라오는 일본군을 막으러 순천으로 내려갔다가, 남원성이 포위되자 말머리를 돌려, 그해 8월 9일 7백의 군사를 이끌고 남원성에 들어갔다. 남원성 전투에서 고니시 유키나가(小西行長) 등의 5만 군사를 대적하다가 패하고, 조방장(助防將) 김경로(金敬老), 접반사 정기원(鄭期遠), 교룡산성별장(蛟龍山城別將) 신호(申浩) 등과 함께 전사하였다.
사후 바로 증(贈) 자헌대부 병조판서겸 지의금부사에 증직(贈職)되고 1604년(선조 37) 선무원종공신 1등(宣武原從功臣一等)에 녹훈되었으며, 뒤에 다시 증 숭정대부 의정부 좌찬성(議政府左贊成) 겸 판의금부사로 추증(追贈)되었다. 1612년(광해군 4년) 남원 칠충신사에 제향(祭享)하고 칠충신사는 후에 광해군 때에 충렬사(忠烈祠)의 사액이 내려졌다. 1711년(숙종 37년) 숙종 때 충장(忠壯)의 시호를 받았다. 그의 동생 이덕남은 임진왜란 초기 김화현감으로 전사했고, 동생 이인남은 남도우후로, 숙부 이경헌, 이승헌은 신립 장군의 부관으로 충주 탄금대 전투에서 전사하였다. 강원도 강릉 출신.

## 생애

### 생애 초기

#### 출생과 소년기

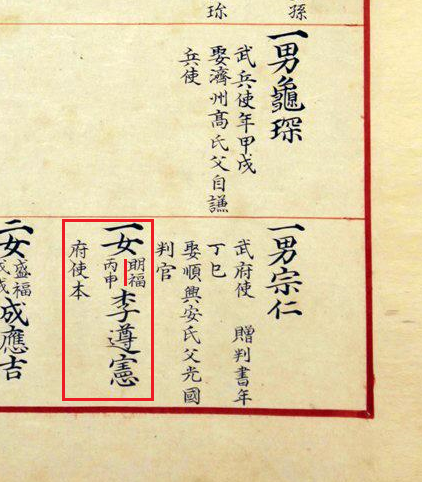
선원록 중 정종대왕유부록, 수도군 덕생 자손록 58페이지</br>(이복남의 아버지 이준헌, 외할아버지 이구침의 성명 외에 어머니 이명복의 이름과 생년이 수록되어 있다.)

이복남은 강원도 명주(현, 강릉시) 출신으로, 1555년(명종 10) 6월 28일 행흥덕현감과 갑산도호부사를 역임한 이준헌(李遵憲)과 전주이씨 이명복(全州李氏 李明福)의 둘째 아들로 태어났다. 이광식(李光軾)의 증손이며 이감(李戡)의 종손이다. 그가 태어날 당시 증조부 이광식이 생존해 있었다.
아버지 이준헌은 무과(武科)에 급제하여 행흥덕현감과 갑산도호부사 겸 갑산진병마첨절제사를 지냈으나 일찍 사망하였다. 고려 말의 장수 이의(李薿)의 후손으로, 고조부 이지방(李之芳)의 대어 무과에 급제하여 무반 가계를 형성했다. 고조부 이지방, 증조부 이광식(李光軾), 할아버지 이전(李戩), 종조부 이용은 모두 무과에 급제하여 변방의 장수로 활동하였다. 임진왜란 당시까지도 생존해 있던 그의 할아버지 이전은 1592년(선조 25) 4월 30일 파천이 결정되자, 선조의 어가를 호위하여 그해 5월 평양을 거쳐서 6월 의주에 도착했다. 할머니는 하빈이씨(河濱李氏)로, 부장(部將) 이윤우(李允耦(手+愚))의 딸이며, 할아버지는 사직 이귀손(李貴孫)이고, 증조부는 절제사 이맹례(李孟禮)이다.
어머니 전주이씨 이명복(全州李氏 李明福)은 평안도병마절도사 이구침(李龜琛)의 4녀 1남 중 장녀로, 할아버지는 군산부수 이금손(群山副守 李金孫)이고, 증조부는 심곡수 이숙인이며 정종의 왕자 수도정 이덕생(守道正李德生)의 5대손이다. 그의 친정어머니는 제주고씨로 병마절도사 고자겸의 딸이다. 어머니 이명복(李明福)은 선원록에 이름이 전하는데, 수도군 덕생의 6대손으로서 선원록 중 정종대왕유부록에 그 이름이 실리게 되었다.
위로는 형 이귀남(李貴男)이 있었고, 동생 이덕남(德男), 이인남(仁男)이 태어났다. 형 이귀남은 43세에 일찍 사망했고, 두 동생 이덕남과 이인남은 모두 무과(武科)에 급제하였다. 처음에는 글을 배웠는데 마음에 내키지 않아 그만두고 손오(孫吳)의 병법(兵法)을 익혀 무관(武官)이 되기로 결심한다.
그는 교산 허균(許筠) 등과 가깝게 지내며 교유하였다. 허균에 의하면 그는 어려서부터 비분 강개하는 큰 뜻이 있었다. 처음에는 글을 배웠는데 마음에 내키지 않아 그만두고 손오(孫吳)의 병법(兵法)을 배워 그 대의를 통하였고, 평생 나라를 위해 몸바칠 것을 다짐하였었다. 그리고 장순(張巡)ㆍ악비(岳飛)ㆍ문천상(文天祥)의 전기를 읽을 적마다 반드시 책을 덮고 눈물을 흘리곤 하였다. 허균은 그의 시 재주를 칭찬했는데, 시문(詩文)을 지으면 나는 듯한 기략(氣略)이 있었지만 시 짓기를 탐탁잖게 여겼다. 남을 대해서 고금(古今)의 흥망 성패를 담론하는 대목은 시원스러워서 들을 만하였으므로 남들이 다 기이하게 여겼다 한다. 연경재 성해응(成海應)은 그가 매일 옛 충신열사에 대한 서적을 탐독하고 한시도 눈물흘리지 않는 일이 없었다고 전한다.

#### 과거 급제
허균의 성소부부고에 의하면 그는 시문(詩文)을 잘 지었지만 시 짓기를 탐탁잖게 여겼다 한다. 허균에 의하면 그는 문과(文科)에 응시하려다가 단념하고 무과에 응시하였다 한다.
송재(松齋) 한곤(韓梱)의 딸 청주한씨와 결혼했는데, 한씨부인의 증조부는 예빈시별제(禮賓寺別提) 한형(韓泂)이고, 의경세자의 장인 한확의 조카이며 성종~연산군 때의 정승 한치형(韓致亨)의 형인 한치량(韓致良)의 5대손이다.
보인(保人) 신분으로 1588년(조선 선조 21년) 3월 16일 식년무과(式年武科)에 병과(丙科) 18위로 급제, 선전관(宣傳官), 별장(別將)을 거쳐 1589년(선조 22) 비변사(備邊司)에서 무인을 불차 채용할 때 변협(邊協) 등의 천거를 받고 비변사 낭관이 되었다. 그후 선조임금이 한강을 기찰할 때 별장에 임명되어 선조를 수행하였다. 1592년(선조 25) 나주판관(羅州判官)에 임명되었다. 관리 노릇을 하면서 매우 꿋꿋하여 남에게 아첨하지 않았다 한다.
1592년(선조 25) 4월 임진왜란이 터지자 1592년(선조 25) 7월 나주판관 겸 도복병장(都伏兵將)에 임명되었고, 의병장 황박(黃璞), 이광(李珖), 김제군수 정담(鄭湛) 등과 함께 전주성을 점령하러 올라오는 왜적을 맞아 전주 웅치(熊峙)에서 싸웠다.

### 임진왜란

#### 전주, 안덕원 전투
1592년(선조 25) 7월 안코쿠지 에케이(安國寺惠瑗)가 이끄는 일본군은 전주로 상륙하기 위해 웅치로 몰려들었다. 이때 광주목사 권율이 광주 지방에서 모집한 군사 1,500여 명을 직접 이끌고 이치를 지켰다. 이 부대에는 일본에 가서 기개를 떨친 동복현감 황진도 가담하고 있었다. 김제군수 정담(鄭湛)이 웅치(熊峙)를 막는 임무를 맡았으며 나주판관 이복남군이 선발대에 배치되었다. 황박(黃璞) 등 의병도 다수 가담했다. 일본군 선봉(先鋒) 수천 명이 총을 쏘고 칼을 휘두르며 정면으로 돌진했으나, 활로 쏘아 저항, 일본군이 일단 물러났다. 7월 7일 일본군 선봉대가 조총을 쏘아대며 웅치로 올라왔으나 완강한 저항에 부딛쳐 일단 후퇴했다. 다음날 늦은 아침, 일본군은 병력을 총동원해 진격했다. 1선을 맡은 황박군이 저지하다가 밀려나자 2선을 맡은 이복남 군(軍)이 나섰다. 적은 2선까지 제치고 밀고 올라와 정상에 이르렀다. 이복남 등은 안코쿠지 에케이가 이끄는 일본군의 일개 진(陣)을 무찔러 싸웠으나 결국 당해내지 못하고 퇴각하였고, 황박의 군사도 힘이 다하여 무너져 퇴각했다. 화살이 다 떨어져 전세가 불리해지자 그는 일단 안덕원(安德院) 계곡으로 후퇴하였다가, 계곡 안으로 들어오는 왜군을 모두 섬멸하였다.
8월 9일 나주 판관으로 전라 조방장(助防將)에 겸임되었다.
12월 웅치 전투 승전의 공으로 당상관으로 승진하여 운봉(雲峰)의 팔량신성(八良山城)의 수비를 명 받았으며, 1593년(선조 26년) 전라조방장, 전라방어사에 임명되었다. 1593년 4월 일본군은 조선군과의 화의를 깨고 진주성을 공격하였다. 순변사 이빈은 운봉을 거쳐 의령에 주둔했고, 전라방어사 선거이와 충청병사 황진, 전라방어사 이복남은 권율의 지휘 아래 창녕 등지에 분산 주둔했다. 그해 5월 27일에 그가 정예병 2만 명을 가려 뽑아 영남(嶺南)으로 향하였다고 비변사에 보고되었다.

#### 임진왜란 후반
그 뒤 충청조방장에 임명되었다. 1593년 5월 병력을 이끌고 충청도병마절도사 황진(黃進)의 군사와 만나 집결하였다. 같은 5월 조방장(助防將) 조의(趙誼) 등과 함께 군사를 거느리고 의령으로 갔다. 그러나 병을 얻어 1593년(선조 26) 7월 5일 병으로 이시언(李時言)과 교체되었다가, 그해 7월 20일 다시 전라방어사에 임명되어 장수현(長水縣)에 주둔하였다. 1593년(선조 26년) 10월 훈련 도정(訓鍊都正)에 임명되었다가, 1593년 12월 다시 충청조방장이 되었다. 1594년(선조 27년) 7월 17일 요동으로 보낼 군관을 추천할 때 류성룡의 추천을 받았으나, 선발되지 못했다.
1594년 8월 2일 남원부사 조의(趙誼)가 파면되자 그가 남원 부사 겸 전라조방장이 되었다가, 그해 10월 20일 사간원으로부터 술에 취해 주정을 한 일과 형벌을 지나치게 남용한다는 이유로 탄핵을 당했으나, 선조가 천천히 고민해보겠다며 반려시켰다. 1595년 1월 27일 전라도병마절도사에 임명되었다. 이때 그는 처외사촌 남궁율(南宮嵂)의 청을 듣고 홍우치(洪禹治)를 감금한 뒤 장형을 가해 장살한 일로 그해 8월 23일 사헌부로부터 남형(濫刑)하였다는 탄핵을 받고 파직되었다. 그를 체포하라는 명을 받은 금부도사가 8월 24일에 출발했는데 9월 14일에 늦게 돌아왔다는 이유로 추고받기도 하였다. 그 뒤 복관, 1596년 1월 비변사에서 나주목사(羅州牧使)에 천거되고, 그해 3월 7일 비변사의 건의로 나주목사에 임명되었다.
임진란(壬辰亂)을 당하여 날마다 군마(戎翰)를 훈련시키어 죽을 힘을 다하여 여러 번 적을 베고 기를 베어 바치니, 그 공으로 붉은 비단옷을 하사받았다. 1597년(선조 30) 1월 27일 다시 전라도병마절도사에 임명되었다. 한편 일본에 포로로 끌려갔던 강항(姜沆)은 적중봉소(賊中封疏)를 올릴 때, 이를 두고 이복남(李福男)은 아침에는 남원 부사이었다가 저물녘에는 나주 목사가 되고, 오늘은 방어사이었다가 내일은 절도사가 되곤 하니, 불가하다고 지적하기도 했다. 1597년(선조 30) 4월 왜군 15만 명이 부산에 상륙하자 해안가로 올라오는 왜군을 막으러 전라남도 순천까지 내려갔다가 다시 되돌아온다.
전쟁이 그치지 않은 때문에 그는 완력 있고 용감한 사람으로, 투석(投石) 잘하고, 발거(拔距) 잘하고, 활 잘 쏘는 자들을 특별히 모아 5백 인을 얻었다. 그는 이들을 막하(幕下)에 예속시켜 번갈아 숙직시켰다. 그리고 밤낮으로 같이 기거하면서 맛있는 음식을 안 먹고, 적은 것도 나누어 먹으니 휘하 병사들이 감동하였다.

#### 정유재란

왜군의 남원성 침공 도면

1597년(선조 30년) 8월 명나라와 일본의 회담이 결렬되어 정유재란이 발생하자, 해안가로 들어오는 왜적을 섬멸하려 군사를 이끌고 해안가로 내려갔다. 순천, 광양까지 내려갔다가 8월 4일 일본군이 광양으로 상륙하자, 옥과(玉果)에 주둔하며 교전을 준비하였다. 그러나 남원성에서 구원을 요청하는 명나라 부총병 양원(陽元)의 청을 듣고, 회군하였다. 섬진(蟾津) 일대를 방어하며 석만(石蠻)ㆍ행장(行長)과 막으려 하던 차였다. 이에 격문을 받고는 곧 떠나려면서 군리(軍吏)를 불러 군사들을 모아 놓고 이르기를 따를 사람은 따르라고 하였다.
| “ | 적은 많고 응원은 끊어졌으니, 성의 함락은 기정사실이다. 나는 나라의 중은(重恩)을 입었으니, 가만히 앉아서 보기만 하고 안 갈 수는 없다. 이제 수천 명의 군사로 그 많은 적을 당해내기란 마치 큰 용광로에 기러기 털(鴻毛)을 사르기와 같아, 형편상 요행이 없을 것은 뻔한 일이다. 그러나 장부가 위급한 때를 당하여 신명을 바치는 데 있어 죽음을 사양할 수 없다. 오늘은 내가 죽는 날이다. 그러나 제군(諸君)은 부질없이 함께 죽을 것은 없다. 가고 싶은 자는 가도 되나, 남고 싶은 자는 머물러 있거라. | ” |

이에 그를 따르던 군졸 7백은 그를 따라 죽겠다고 맹세하고 함께 남원성으로 올라갔다. 8월 7일 전라 병사 이복남이 순천에서 옥과에 도착하니 현감 홍요좌(洪堯佐)가 단신으로 변고에 대비하고 있었다. 복남이 거느리고 왔던 군사들도 흩어졌으므로 장교 50여 명만 거느리고 나아가다가 길에서 조방장 이순신의 휘하장군 양건당 [황대중]김경로(金敬老)와 산성별장 신호(申浩)를 만나 매우 기뻐서 손을 잡고 함께 죽기를 맹세하고, 합류하였다. 회군 중 왜적이 차지할 우려가 있는 식량창고를 모두 불태워 소각했는데, 현지의 관료들, 아전들은 숨어있다가 통제사 이순신에게 이를 알리며 그를 무고하였다.

#### 남원성 잠입
8월, 남원 전투에서 그가 동복(同福)에서 올 때 이미 왜군은 남원성에 당도하였다. 그가 천 여명의 군사를 이끌고 남원성에 도착하였을 때는 이미 왜군이 성곽을 포위하였다. 성으로 오는 길에 접반사 정기원, 방어사 김경로, 교룡산성 별장 신호(申浩) 등을 만나, 죽음으로서 전투에 임할 것을 다짐하였다.
사나이 국은을 갚을때가 이날이 아닌가

라며 동행하였다. 남원성 북문 앞에 이르러 죽음으로서 싸울 것을 선언하고, 살고 싶다면 떠나도 좋다고 선언한다. 병사들은 그를 따라 행군하였다. 남원성 입구에 이르러 그는 3천여 명의 병사들을 이끌고 죽음을 각오하고 성 남문 앞으로 집결, 행군하였다. 피리와 나팔을 불고 행군하는 그의 부대를 본 고니시 유키나카의 병사들은 소수의 병력으로 행군하는 그들을 보고 성문을 열어주었다.
그는 죽음을 각오하고 성 남문으로 들어가 성안에 있던 관민 1만 명, 병력 4천 명과 함께 분전하였다. 인근에 있던 그의 종사관 태우(太宇)의 친족 태귀생(太貴生), 태천생 등도 종족 수십 명과 가동 수백 명을 거느리고 그를 돕기 위해 남원성으로 들어왔고, 문기방(文紀房) 등 의병장들도 남원성으로 들어왔다.

### 남원성 전투와 전사

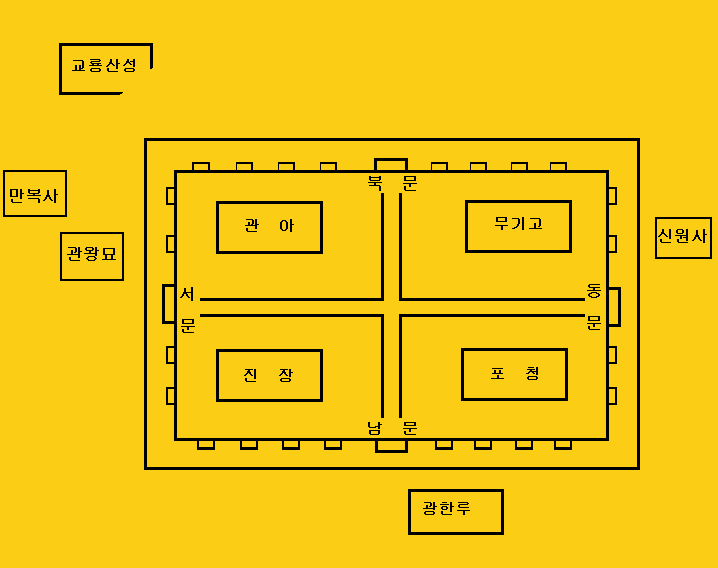
남원성 내부 간략도

1597년(선조 30년) 8월 9일 전라병사로 있던 이복남은 다른 장수들과 함께 포위를 뚫고 천여 명의 군사를 이끌고 남원성으로 들어온다. 의연한 자세로 나팔과 호각을 불며 남원성 남문을 통해 포위된 남원성 내로 들어온다. 그 후 5일 동안의 남원성 수비를 위한 처절한 전투가 계속된다. 8월 12일 병력 다수는 죽고 그는 생존 장병에게 "나는 이미 나라를 위해 몸을 바치기로 허락하였다. 모든 장병은 최후의 일각까지 결전에 임하라"고 명령하고 교전하였다. 이때 군기시 소속 파진군(破陣軍) 병력 12명도 남원성에 들어와 함께 싸웠다. 8월 15일 이복남은 배속된 방어사 오응정·조방장 김경로와 함께 북문을 지키고 있었다. 전세가 기울자 명나라 부총병 양원은 사람을 보내 이복남에게 수하의 군졸을 보내와 같이 탈출할 것을 권유하였으나 그는 단호히 거절하였다. 그리고 부하에게 명령하여 땔나무로 쓰던 풀을 그의 주위에 쌓게 하여 성안에서 죽을 각오를 하였다. 부총병 양원은 서문(西門)으로 빠져나갔다. 그는 오응정·김경로등과 함께 대검을 빼어 들고 군졸들의 싸움을 독려하면서 사력을 다하며 분전하였다.
북문의 교룡산성 별장 신호(申浩)는 화살이 떨어지자 칼을 뽑아 들고 동문과 서문으로 오가며 적을 베었다. 가복이 탈출을 권유하였으나 오히려 가족에게 전하라며 이를 빼어 가복에게 주었다. 관민 1만 명, 전라도병영 병력 4천 명과 함께 5만 8천의 왜적과 필사항전을 하였으나 중과부적으로 패하였다. 고분군투한 보람 없이 접반사 정기원(鄭期遠), 부사 임현(任鉉), 판관(判官) 이덕회(李德恢) 등이 죽고, 병사 다수를 잃고 성은 함락, 8월 16일 그는 군졸을 시켜 볏짚을 가져다가 자신의 둘러싸고 불을 지르게 하여 분신자결하였다. 당시 그의 나이 43세였다.
그의 가복들은 그의 두발과 의류를 수습하여 돌아갔고, 이것으로 광주 신원리 산에 장례를 치루었다. 그가 타던 애마가 그의 갑옷과 투구를 물고 경기도 광주 신원리 집에 나타나 이것 역시 그의 두발, 의류와 함께 의관장을 하였다. 후일 그와 교분이 있었던 교산 허균은 성소부부고에서 이복남을 추모하는 뇌사를 지었다. 파진군 병사 12명 중 생존한 김효의 1명이 홀로 빠져 나와서 남원성이 함락된 사정을 서애 류성룡에게 전하였다. 선조는 원야에서 충성을 다하다 죽었으니 장하도다며 녹공증직을 명하였다.

### 사망 직후
그가 남원성에서 순절한 것은 1615년(광해군 7)부터 1617년(광해군 9) 홍문관부제학 이성(李惺) 등이 편찬한 동국신속삼강행실도(東國新續三綱行實圖) 18권 중 제1권 복남수성(福男守城)편에 실렸다.
한편 그의 가족들은 한때 평안도 영변에 유랑했다고 한다. 처 청주한씨는 1597년(선조 30) 11월 28일 비변사에 정장을 올려 구휼을 청하였는데, "가옹(家翁)이 전사한 뒤로 갈 곳이 없어서 평안도 영변(寧邊)에 유랑하고 있는데, 굶주림에 시달려 애통하기 그지없다. 여느 전사한 장관(將官) 처자의 예에 의거하여 요미(料米)를 주어 전사한 넋을 달래달라."고 하여 선조가 쌀을 지급하였다. 셋째 아들 이경보는 전란 중 일본군에게 납치되어 야마구치현 조슈번에 보내진다.
시신은 만인의총(萬人義塚)에 안장되었으며 시신을 대신한 투구와 갑옷은 경기도 광주군 낙생면 대장리 선영하에 천익장으로 장사되었다. 후일 다시 경기도 광주군 언주면 원지리(현 서울특별시 서초구 원지동 산83-2번지) 철곡부락 산에 안장되었다. 묘소 근처에는 증조부 이광식, 6촌 동생 이명남, 재종손 이서우 등의 묘소가 있고, 묘역 동남쪽 산아래에는 2011년 건립된 서울추모공원이 소재해 있다.

### 사후
선조 임금이 이르기를 원야에서 충성을 다해 순국하였으니 장하도다 하며 바로 증직을 내려 바로 증 자헌대부 병조판서(贈資憲大夫兵曹判書)겸 지의금부사 오위도총부도총관(知義禁府事五衛都摠府都摠管)에 증직되었으며 1605년(선조 38년) 4월 16일 선무원종공신 1등(宣武原從功臣一等)에 추서되었다.
뒤에 가증(加贈)되어 증 숭정대부 의정부 좌찬성(贈 崇政大夫 議政府左贊成) 겸 판의금부사 오위도총부 도총관(判義禁府事五衛都摠府都摠管)에 추증하였다. 바로 정려하여 제천에 정려 충신문(忠臣門)을 세웠다. 이복남의 정려문은 제천 봉양면에 세워졌으나, 후에 돌보는이 없이 허물어져서 1971년 8월 충북 중원군 주덕면 당우리(현, 충주시 주덕읍 당우리) 당우리 521-1번지, 새터(혹은 원당우)마을로 옮겨져 재건, 복원되었다.
후일 남원에서 함께 전사한 신호, 정기원, 오응정, 임현 등의 위패를 모신 사당이 마련되었으며, 칠충신사라 하였다. 1612년(광해군 4년) 충렬사(忠烈祠)의 사액이 내려졌다. 충렬사는 대원군 집권 때 서원철폐령에 의해 사당이 헐렸다가 1964년 전라북도 남원군 남원읍 향교리 왕봉산 아래에 다시 사당을 재건하고 묘역을 재건하였다. 1615년(광해군 7년) 편찬된 《동국신속삼강행실도(東國新續三綱行實圖)》 3집, 충신도 권1에 그의 행적이 수록되었다. 1653년(효종 4) 잠곡 김육은 황진의 향사(鄕祠)에 이복남을 추가 배향할 것과, 그때까지도 포상받지 못한 이원춘(李元春)의 포상을 함께 상소하기도 하였다.
1711년(조선 숙종 37년) 6월 16일 충장(忠壯)의 시호가 내려졌다. 1790년(정조 14년) 2월에는 정조가 사도세자의 현륭원으로 향할 때, 연로(輦路) 근처에 있는 창빈(昌嬪)의 묘소와 고(故) 영의정 정태화(鄭太和), 고 충신(忠臣) 이복남(李福男), 고 충목공(忠穆公) 이상집의 묘소와 청해백(靑海伯) 이지란(李之蘭)를 치제하였다.
전남 함평군 금송리의 금우사(錦宇祠)에 금은 김수연(金壽淵) 5부자와 함께 배향되었다가 대원군의 서원철폐령때 훼철되었다.

## 저작
- 《참판이공전조손주복첩 (參判李公-戩-祖孫往復帖)》, 충청도에 있던 이복남과, 피난가는 어가를 호위하는 할아버지 이전이 주고받은 편지서찰을 이복남의 4대손 이봉채가 엮은 것이다.

## 가족
- 조부 : 이전(李戩, 1517년 1월 21일 - ?)
- 조모 : 고성이씨(古城李氏), 형조좌랑 이광택(李光澤)의 딸, 자녀 없음
- 조모 : 하빈이씨(河濱李氏), 부장 이윤우(李允耦(手+愚))의 딸
  - 고모 : 우계이씨(羽溪李氏)
  - 고모부 : 한강(韓降, 1535년 ~ 1629년 4월 26일, 한양위, 청주한씨)
    - 고종 사촌 : 한호문(韓好問)
    - 고종 사촌 : 한선문(韓善問)
    - 고종 사촌 : 한의문(韓疑問, 1572년 ~ ?)

  - 숙부 : 이경헌(李敬憲, ? - 1592년 음력 4월 28일), 충주 탄금대 전투에서 전사
  - 숙부 : 이승헌(李承憲, ? - 1592년 음력 4월 28일), 충주 탄금대 전투에서 전사
  - 숙부 : 이봉헌(李奉憲)
- 서조모 : 이름 미상, 할아버지 이전의 첩, 변방의 관비(官婢) 출신[34]
- 부 : 이준헌(李遵憲, ? - ?, 통훈대부 갑산도호부사 겸 갑산진병마첨절제사)
- 모 : 평산신씨(平山申氏, 신직(申直)의 딸)
- 모 : 전주이씨 이명복(全州李氏 李明福, 1536년 ~ 1586년 4월 16일), 수도군 이덕생 5대손 평안도병마절도사 이구침(李耉琛)의 딸
  - 형 : 이귀남(李貴男)
  - 동생 : 이인남(李仁男, 1559년 - 1592년 음력 4월 28일), 충주 탄금대 전투에서 전사
  - 동생 : 이덕남(李德男, 1557년 - 1592년 7월)
  - 누이 : 우계이씨(羽溪李氏)
  - 매부 : 윤환(尹㬇[35], 월정 윤근수의 아들)
    - 외조카 : 윤징지(尹澄之)

- 처 : 정경부인 청주한씨(貞敬夫人 淸州韓氏, ? - ?, 한곤(韓梱)의 딸)
  - 장남 : 이경여(李慶餘, 1591년? 1579년? ~ 1636년 7월 14일)
  - 차남 : 이경수(李慶受, 삼촌 이인남의 양자로 출가)
  - 삼남 : 이경보(李慶甫, 1590년 ~ ?, 7세의 어린 나이에 남원성에 있다가 고니시 유키나카에 의해 납치되어 일본으로 끌려갔다.)
  - 딸 : 우계이씨
  - 사위 : 최시환(崔時煥[36], 1596년 ~ ?, 급제, 경주최씨)

- 증조부 이광식(李光軾, 1493년 - 1563년)
  - 종조부 이계변(李繼邊)
  - 종조부 이감(李戡, ? - ?)
  - 종조부 이용(李庸+戈, 1533년 - 1591년)

- 처조부 한거비(韓去非, 한치량(韓致良)의 증손, 한치형의 종증손)
- 장인 한곤(韓梱, ? - ?년 1월 5일, 본관은 청주, 호는 송재(松齋))
- 장모 함열 남궁씨(咸悅南宮氏, ? ~ ?년 10월 9일), 참판 남궁후(南宮厚)의 딸
  - 처남 한덕원(韓德遠, 1550년 - 1630년 5월 28일), 한덕원의 손자 한공억(韓公億)의 딸은 그의 6촌 동생 이길남의 증손 이일관(李日觀)과 결혼하였다.
    - 처조카 한섭(韓王+燮), 처조카이자 사돈

  - 처남 한덕구(韓德久)
  - 처남 한덕수(韓德脩, 1562년 - 1641년)
- 사돈 윤근수(尹根壽)
- 사돈 윤두수(尹斗壽)

## 평가
관리 노릇을 하면서 매우 꿋꿋하여 남에게 아첨하지 않았으므로, 사람들이 몹시 좋게 여겼다. 지방관으로 있을 때 그 다스림이 엄정하고 밝고 인자하고 관대하여 교화(敎化)가 크게 이루어졌었다.

## 기타
정유재란 때 그가 직접 남원성 전투의 작전본부를 설치하였던 용성관은 성이 함락되기 전, 태조의 위패가 왜적에게 능욕을 당할까 염려하여 용성관을 소각하였다.
허균은 성소부부고에서 그가 시를 잘 지었다고 한다. 권율은 1596년 3월 4일 선조를 인견할 때 "문필(文筆)도 갖추었습니다. 일찍이 나주 통판(羅州通判)이 되어 청백함으로 이름이 났습니다. 다만 기세가 너무 지나쳐 윗사람들을 멸시합니다. 이것이 그의 병통입니다"라고 하였다. 그는 글을 잘 짓고, 시도 썼으나 대부분 분실되었고, 남원 광한루에 시조 한 수가 전한다.

### 임진왜란과 가족
임진왜란 당시 지중추부사였던 할아버지 이전은 평안도 의주로 몽양가는 어가를 의주까지 호종하여 호성원종공신 3등에 녹선되었고, 숙부 이경헌, 이승헌과 동생인 남도 우후 이인남(李仁男)은 충주 탄금대에서 신립의 부관으로 전사하였고, 동생 이덕남(李德男)은 무과 급제후 강원도 김화현감 재직 중 1592년 임진왜란을 만나 올라오는 일본군과 교전 중 전사했다.
일본군에게 납치되어 일본에 유질(留質)로 끌려간 아들 이경보(李慶甫)는 리노이에 씨(李家氏)로 창성하고 이름을 성현(聖賢)이라 개명하고 일본 여인과 혼인하여 자손을 두었다. 이후 경보의 후손들은 죠슈 번에서 대대로 의사(醫師)로 활동하였다.
일본의 전 언론인이자 아사히 신문사 사장이며 문학박사(文學博士)인 리노이에 마사후미(李家正文)는 자신의 성이 이가씨라는 특이한 성씨에 의문을 품고 80년간 자료를 추적 조사하여 자신의 조상이 정유재란 때 고니시에게 납치된 이복남의 셋째 아들인 이성현이라는 것을 알게 됐다. 
작가이자 언론인, 아사히신문, 요미우리신문에서 근무한 이가정문(李家正文)은 조선식 성이라 조선인이라 놀림당하였다. 자신의 성이 이가씨인 것에 의문을 품었으나 아버지는 이를 알려주지 않고 사망했다. 백부를 졸라 우리 집안은 조선에서 와 막부의 전의(의사)로 활동했으며 조선의 왕족이라고 말해주었다. 이가정문은 자신의 뿌리를 찾으려 했고 삼성그룹 이병철 회장이 사연을 듣고 도움을 주게 되었다. 이병철은 78년 일본에 온 길에 이가 정문을 만나 소장하고 있던 이복남강군의 묘비문 탁본을 선뜻 내주었다. 또한 이가정문은 삼중당 서건석 사장에게서도 조선의 족보 만세대동보를 선물로 받았다. 왕족의 후손이라던 전설과는 달리 그는 이복남을 거쳐 알평까지 이어지는 혈통이었다.
안면마비로 한국에 올 수 없었던 리노이에 마사후미는 1980년 《찾아낸 2천년 전의 뿌리》라는 책을 출간하여 이 사실을 발표하였다. 1982년 리노이에 마사후미은 가족을 대동하고 한국에 입국하여 경주 경주이씨 이알평사당과 표암봉, 강릉 우계 사당과 이복남의 묘소, 남원성, 남원 충렬사를 참배하여 화제가 되었다.

### 성소부부고
그는 교산 허균과 평소 친분관계가 있었는데, 이복남이 전사하자 허균은 그를 추모하는 장편의 뇌사를 지어 그를 추도하였다.

## 같이 보기
| - 임진왜란 - 정유재란 - 남원성 전투 - 웅치 전투 - 웅현 전투 - 만인의총 - 충신 이복남 정려 - 황박 - 이광 - 정담 - 이가성현 - 오응정 - 정기원 - 임현 - 윤훤 - 송상현 - 최경회 - 권율 | - 양원 - 모문룡 - 곽재우 - 이순신 - 이순신 - 원균 - 신호 - 신립 - 정기원 - 정기룡 - 이감 - 이전 - 이성헌 - 이태망 - 정문부 - 김천일 - 김덕령 - 신직 | - 고경명 - 고맹영 - 고종후 - 윤신지 - 윤징지 - 이경여 - 웅치 전투 - 윤근수 - 윤두수 - 한덕원 - 허균 |

## 기타
그의 사위 최시환(崔時煥)은 문과(文科)에 급제하였다.

### 시
그가 지은 시로 중 남원 광한루 현판에 걸려 있다.
二載登臨寒上樓 / 두 해에 걸쳐 광한루 위에 올라
故園歸夢大刀頭 / 머리맡에 큰 칼 두고 귀향을 꿈꾼다.
裳聞四海徵兵急 / 전국에 들리는 급한 징병 소식
已道三京指日收 / 이미 3경이 왜병의 수중에 있다고 하네.
末路知心黃石在 / 최후까지 황석의 병법 마음에 두었으매
暮年歸計赤松遊 / 노년에나 돌아가 신선놀음 하리라
白雲天末無消息 / 하늘 끝 흰 구름은 소식조차 없으니
傳世靑氈底處求 / 세상에 전하는 명예는 죽어서나 얻을까.

## 참고 문헌
- 선조실록
- 선조수정실록
- 국조보감
- 연려실기술
- 대동야승
- 임진필록
- 난중잡록
- 난중일기
- 강원도지
- 연경재집
- 성소부부고
- 남원 충렬사지
- 남원잡록
- 삼강행실도
- 임영지
- 금성일기

## 참고 자료
- 이가원, 《李朝名人列傳》 (을유문화사, 1965)
- 김수민, 《한국기동악부주해》(신장섭 역, 국학자료원, 1997)
- 이덕일, 《류성룡》 (역사의아침, 2011)
- 이순신, 《난중일기》 (허경진 역, 중앙북스, 2008)
- 류성룡, 《징비록》 (두산동아, 2010)
- 세종대왕기념사업회 편집부, 《역주 동국신속삼강행실도 3집 》 (세종대왕기념사업회, 2015)